# Российская объединённая методистская церковь
Росси́йская объединённая методи́стская це́рковь (РОМЦ) — централизованная религиозная организация, объединяющая поместные церкви (местные общины) методистов на территории России. Является частью Объединённой методистской церкви Евразии, которая входит во всемирную Объединённую методистскую церковь.

## История
Первая методистская церковь на территории Российской империи была основана в городе Николайстад (ныне Вааса) Великого княжества Финляндского в 1880 году. Через девять лет в Санкт-Петербурге появился первый русский методистский приход. В 1909 году была официально признана Методистская епископальная церковь в России, которая вплоть до начала 1918 года вела активную религиозную, издательскую и социальную деятельность. После Октябрьской революции советские власти относились к методистским церквям с безразличием или внешне лояльно, однако к началу 1930-х годов в результате репрессий методизм в СССР был полностью уничтожен.
На фоне перестройки в 1989 году в Советской России началось возрождение методизма. В 1993 году была официально зарегистрирована Российская объединённая методистская церковь (РОМЦ), получившая позже статус централизованной религиозной организации. С начала 1990-х и до середины 2000-х годов у каждой местной общины РОМЦ была своя церковь-побратим, обычно из США, которая помогала обеспечивать пастора и строить дом молитвы. У многих церквей появились собственные здания. С середины 2000-х годов одной из проблем стало отсутствие роста общин, между тем многие крупные общины в регионах всё равно продолжали расти. Среди причин выделялись требование к зарегистрированным церквям вести серьёзное делопроизводство и усталость людей от давления властей и постоянных проверок.
В апреле 2024 года Генеральная конференция ОМЦ проголосовала за то, чтобы разрешить методистским церквям России, Беларуси, Казахстана и Кыргызстана выйти из её состава и стать самостоятельными. Вступление решения в силу запланировано на 2025 год.

## Современное состояние
Российская объединённая методистская церковь представляет в стране относительно либеральное христианство. В частности, допускается женское священство. По словам епископа Эдуарда Хегая, это осознанная богословская позиция: «Мы видим плоды и эффект от служения женщин-пасторов. Парадоксально, почему же противятся женщинам в служении, если в России женщины всегда занимали лидирующие позиции». Религиовед Роман Лункин в 2014 году отмечал, что «мировоззрение Методистской церкви в России является строго консервативным с позиций библейских ценностей, а сама церковь либеральна, прежде всего, в устроении церковной жизни, в церковном управлении, в дискуссиях, в понимании разных форм богослужения, открытости к миру».
Социальное служение представляет собой стержень каждой методистской общины, что связано с воззрениями основоположника методизма Джона Уэсли. В церквях ведётся профилактическая работа: лагеря и семинары, рассказы о вреде табака и наркомании, встречи анонимных алкоголиков, встречи пожилых людей. Например, рядом с Воронежем в бывшем санатории ежегодно организуется лагерь для инвалидов-колясочников, а московская церковь собирает деньги на кресла для инвалидов.
РОМЦ вместе с национальными методистскими церквями Беларуси, Казахстана и Кыргызстана образует Объединённую методистскую церковь Евразии (ОМЦЕ). До мая 2022 года ОМЦЕ также включала методистские церкви Украины и Молдовы. ОМЦЕ входит во всемирную Объединённую методистскую церковь.
Главой РОМЦ и ОМЦЕ является епископ. Список епископов:
- 1993—2005 — Рюдигер Минор;
- 2005—2012 — Ханс Вяксби;
- с 2012 — Эдуард Хегай[1].

При РОМЦ действует Богословская семинария ОМЦ в Москве.